# RKS Ostrava
RKS Ostrava byl středovlnný vysílač sloužící k rozhlasovému vysílání, sestávající do roku 2024 z jednoho stožáru (do roku přibližně 2015 ze dvou stožárů) umístěného v ostravské čtvrti Svinov. Stožár měřil 70 metrů. Byl stržen v únoru 2024.
První vysílač se začal stavět na podzim roku 1928 na polích naproti svinovskému hřbitovu. Zkušební vysílání bylo zahájeno 25. května 1929 a 1. července bylo zahájeno řádné vysílání. Signál se šířil na vlně 263 metrů s anténní energií 11 kW. Byl dobře slyšitelný ve velké části Moravy a Slezska a na severozápadním Slovensku. V roce 1937 bylo na Ostravsku 84 tisíc posluchačů. Když v říjnu 1938 zabrala Sudety německá armáda, patřil do obsazeného území také Svinov včetně vysílače. Ze svinovských stožárů byl pak šířen signál německého vysílání až do roku 1945. Pět dnů před osvobozením města německé komando zničilo svinovské stožáry, vysílací zařízení bylo rozbito kladivy. Již 11. května 1945 bylo zahájeno provizorní vysílání a od 9. června 1945 bylo spuštěno ostré vysílání na vysílači s poměrně malým výkonem 1,5 kW. V roce 1950 zde bylo dočasně šířeno vysílání na dlouhých vlnách, které trvalo až do zahájení vysílání na středisku Topolná. V průběhu 50. a 60. let bylo středisko vybavováno novými vysílači a byly postaveny nové vysílací stožáry. Mezi lety 2001–2013 byl odstřelen jeden z unipólů s kapacitní zátěží. V roce 2002 byla do vysílače instalována bezobslužná vysílací technologie. Stožár typu JUCHO byl odstřelen někdy mezi lety 2012–2017. Poslední stožár byl odstraněn v únoru 2024.

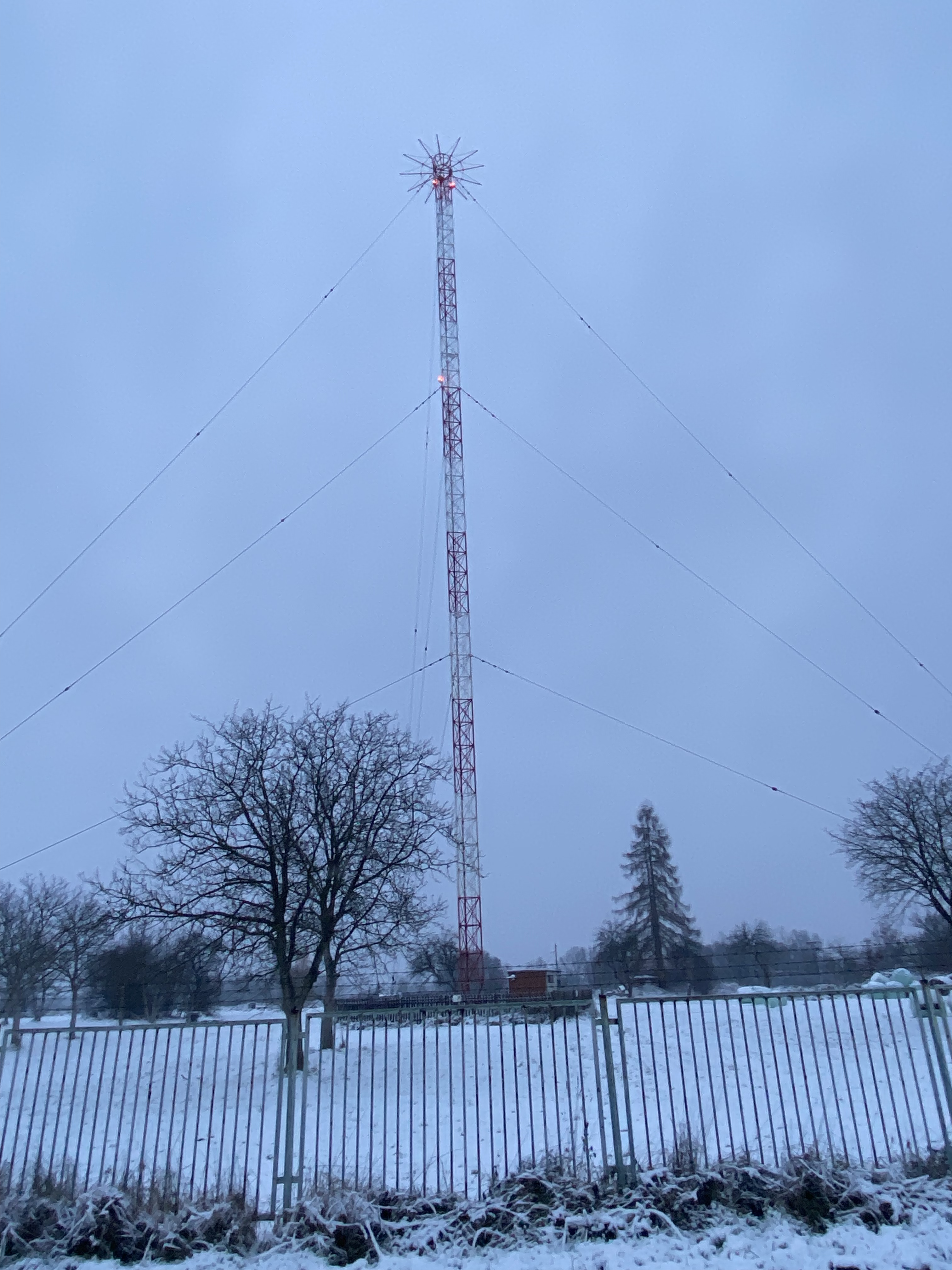
Vysílač Ostrava-Svinov ve sněhu

K vysílání ze Svinova sloužil stožár vysoký 70 metrů. Z něj šířila na frekvenci 639 kHz své vysílání stanice ČRo Dvojka. Ve všední dny od 4:00 do půlnoci, o víkendu od 5:00. Vysílání bylo ukončeno 31. prosince 2021 ve 23:59:59. Do 28. února 2021 bylo ze střediska vysíláno také Radio Dechovka. Byla tu šířena také stanice ČRo Plus, která zde vysílala od 29. ledna 2016 do 1. ledna 2022, kdy ukončila vysílání v 0:00:16, takže to byl pravděpodobně poslední vypnutý AM vysílač od Českých Radiokomunikací (Vysílač Liblice B ukončil vysílání v 0:00:01).[ve zdroji nenalezeno] Budoucnost areálu je zatím neznámá, v roce 2023 byl nabídnut k prodeji.  Poslední stožár byl odstraněn v únoru 2024.

## Dříve vysílané rozhlasové stanice
|         | Stanice        | Kmitočet | Výkon (ERP) | Čas vysílání                            |
| ------- | -------------- | -------- | ----------- | --------------------------------------- |
| AM (SV) | ČRo Dvojka     | 639 kHz  | 30 kW       | 4:00–23:59 (Po–Pá); 5:00–23:59 (So, Ne) |
| AM (SV) | ČRo Plus       | 1071 kHz | 5 kW        | 4:00–23:59 (Po–Pá); 5:00–23:59 (So, Ne) |
| AM (SV) | Radio Dechovka | 1233 kHz | 2 kW        |                                         |